# Сысконсынгъя
Сысконсынгъя (устаревшее название Сысконсын-Я) — река в Берёзовском районе Ханты-Мансийского автономного округа. Исток реки в болоте Мань-Тосамъенк, впадает в правобережную протоку Северной Сосьвы Яныгпосл в 16 км по правому берегу (на 163 километре Северной Сосьвы). Длина реки — 192 км, площадь водосборного бассейна — 2430 км².

## Притоки
(указано расстояние от устья)
- 56 км: Яныгхулюм
- 67 км: Мань-Хулпъя
- 73 км: Яныг-Хулпъя
- 90 км: Енгсос
- 101 км: Кисырсоим
- 103 км: Кисыръя
- 107 км: Пупырнгсос
- 129 км: Мань-Картынгъя
- 130 км: Яныг-Картынгъя
- 144 км: Нирынгсос
- 152 км: Мань-Тосамъя

## Данные водного реестра
По данным государственного водного реестра России относится к Нижнеобскому бассейновому округу, водохозяйственный участок реки — Северная Сосьва, речной подбассейн реки — Северная Сосьва. Речной бассейн реки — (Нижняя) Обь от впадения Иртыша.